# Latifrons
Latifrons is een monotypisch geslacht van spinnen uit de  familie van de Thomisidae (krabspinnen).

## Soort
- Latifrons picta Kulczynski, 1911